# Речки (Новоржевский район)
Речки — деревня в Новоржевском районе Псковской области. Входит в состав Стехновской волости.
Расположена в 14 км к северу от города Новоржев.
Численность населения по состоянию на 2000 год составляет 43 жителя.